# Däurenbek Täschimbetow
Däurenbek Schachitbekuly Täschimbetow (kasachisch Дәуренбек Шахитбекұлы Тәжімбетов, russisch Дауренбек Шахитбекович Тажимбетов Daurenbek Schachitbekowitsch Taschimbetow; * 2. Juli 1985 in Schangaqorghan, Qysylorda) ist ein kasachischer ehemaliger Fußballspieler.

## Karriere

### Vereinskarriere
Täschimbetow begann seine Profi-Karriere in der Saison 2004 bei Qaisar Qysylorda. In seinem ersten Spiel gelang ihm gleich das erste Tor in der Meisterschaft. Von 2010 bis 2012 spielte er für Ordabassy Schymkent. In den ersten beiden Jahren wurde er zum besten Torschützen seiner Mannschaft.
| Club                | Saison | Liga     | Liga | Cup      | Cup  | Europa   | Europa | Total    | Total |
| Club                | Saison | Einsätze | Tore | Einsätze | Tore | Einsätze | Tore   | Einsätze | Tore  |
| ------------------- | ------ | -------- | ---- | -------- | ---- | -------- | ------ | -------- | ----- |
| Qaisar Qysylorda    | 2003   | ?        | 2    | ?        | 0    | –        | –      | ?        | 2     |
| Qaisar Qysylorda    | 2004   | ?        | 0    | 0        | 0    | –        | –      | ?        | 0     |
| Qaisar Qysylorda    | 2004   | 20       | 1    | 1        | 0    | –        | –      | 21       | 1     |
| Qaisar Qysylorda    | 2005   | ?        | 3    | 3        | 2    | –        | –      | 3        | 5     |
| Qaisar Qysylorda    | 2006   | 27       | 6    | 1        | 1    | –        | –      | 28       | 7     |
| Qaisar Qysylorda    | 2007   | 28       | 5    | 5        | 1    | –        | –      | 33       | 6     |
| Qaisar Qysylorda    | 2008   | 21       | 0    | 2        | 0    | –        | –      | 23       | 0     |
| Qaisar Qysylorda    | 2009   | 25       | 4    | 4        | 1    | –        | –      | 29       | 5     |
| Ordabassy Schymkent | 2010   | 28       | 8    | 4        | 3    | –        | –      | 32       | 11    |
| Total               | Total  | 149      | 29   | 20       | 8    | -        | -      | 169      | 37    |

### Nationalmannschaft
Sein Debüt für die Kasachische Fußballnationalmannschaft gab Täschimbetow am 7. Oktober 2011 im Spiel der EM-Qualifikation 2012 gegen Belgien. Am 1. Juni 2012 gelang ihm ein Hattrick im Länderspiel gegen Kirgisistan.

## Erfolge
- Sieger Kasachischer Fußballpokal 2011